# Pembroke Castle

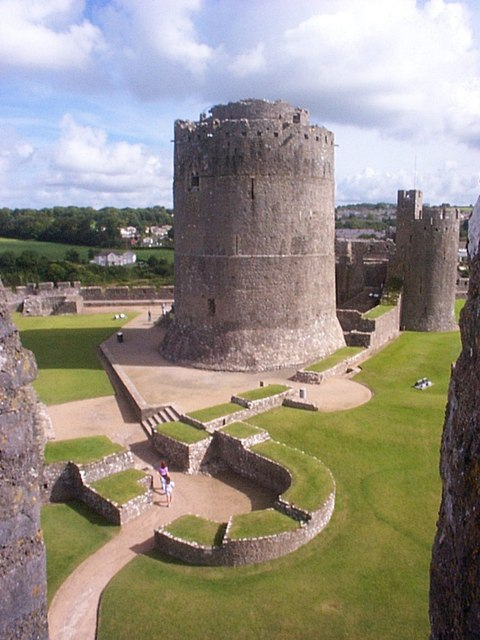
Pembroke Castle. Del av den inre borggården, med kärntornet.

Pembroke Castle som ligger mitt i staden Pembroke, är en av de mest imponerande normandiska borgarna i södra Wales. Den byggdes ursprungligen 1093, då den normandiska erövringen av Wales ännu inte var fullbordad.
År 1138 kom den i Gilbert de Clare, 1:e earl av Pembrokes ägo. Senare förlänades den till Jasper Tudor, 1:e hertig av Bedford, som tog dit sin svägerska, den nyblivna trettonåriga änkan Margaret Beaufort, då hon skulle föda sitt enda barn, den kommande kung Henrik VII av England (1457).
De flesta av borgens skador åsamkades under det engelska inbördeskriget i mitten av 1600-talet då dess ägare bytte sida vid ett olämpligt tillfälle. Slottet föll efter en sju veckors belägring sommaren 1648 och därefter beordrade Oliver Cromwell att slottet skulle förstöras. Stadsbor uppmuntrades att ta byggmaterial från fästningen och återanvända stenen för deras behov. 
Slottet övergavs sedan och fick förfalla. Det förblev i ruiner fram till 1880, då ett treårigt restaureringsprojekt genomfördes. Ingenting gjordes därefter förrän 1928, då generalmajor Sir Ivor Philipps förvärvade slottet och började en omfattande restaurering av slottets murar, porthus och torn. Efter hans död inrättades en stiftelse för slottet, som sköts gemensamt av familjen Philipps och Pembrokes kommun.
Idag är borgen i Cadws vård och öppen för allmänheten.

## Inspelningsplats
Pembroke Castle fungerade som inspelningsplats för stora delar av Terry Gilliams "riddarkomedi" Stackars Dennis. Det gällde framför allt scener där medeltida stadsmiljöer med höga murar var viktiga för handlingen.

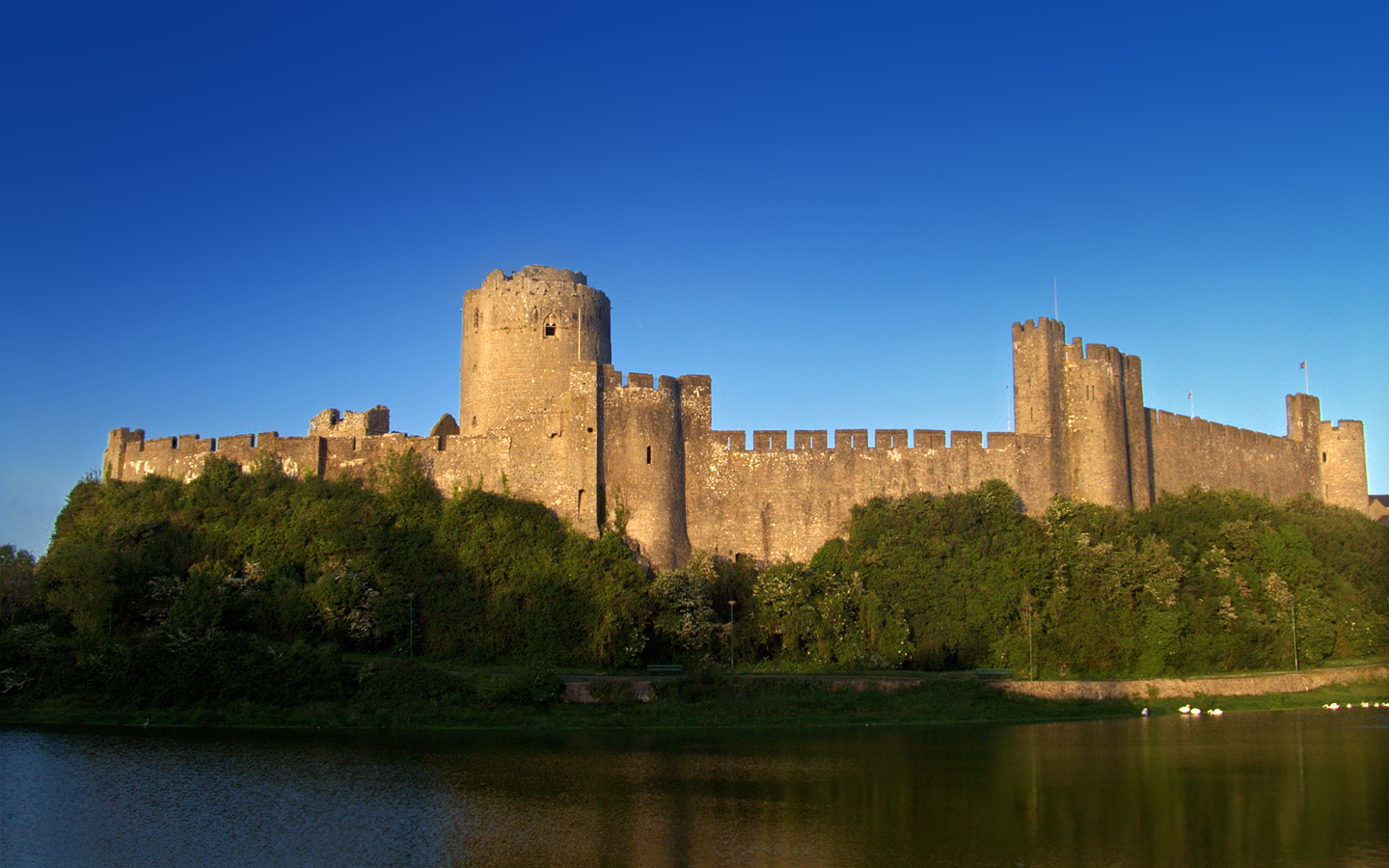
Slottet sett från väster. Kärntornet reser sig 23 meter högt.
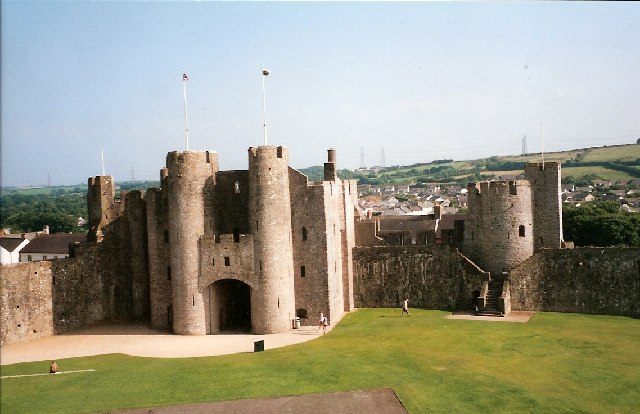
Portal in till borggården, med borgens corps de garde.
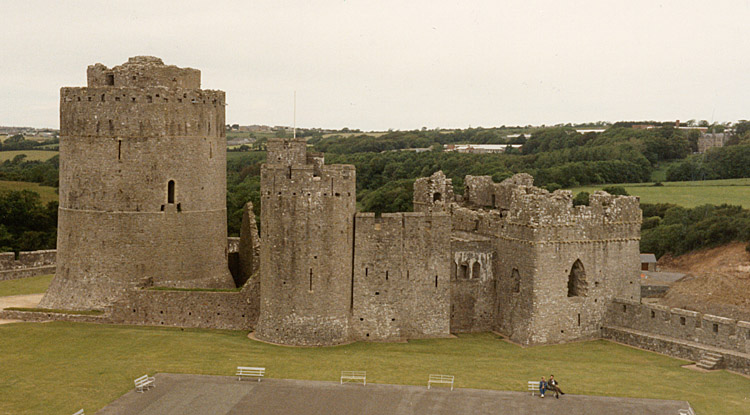
Kärntornets murverk är 6 meter tjockt vid basen.